# Giulio Spinola
Giulio Spinola (ur. 13 maja 1612 w Genui, zm. 11 marca 1691 w Rzymie) – włoski kardynał.

## Życiorys
Urodził się 13 maja 1612 roku w Genui, jako syn Giovambatisty Spinoli i Isabelli Spinoli. Po studiach uzyskał doktorat z prawa i teologii. Po studiach był gubernatorem kilku miast, m.in. Umbrii, a także referendarzem Najwyższego Trybunału Sygnatury Apostolskiej. 14 stycznia 1658 roku został wybrany tytularnym arcybiskupem Laodycei, a 10 lutego przyjął sakrę. W tym samym roku został nuncjuszem w Królestwie Neapolu, jednak po siedmiu latach zrezygnował i został nuncjuszem przy cesarzu rzymskim. 15 lutego 1666 roku został kreowany kardynałem in pectore. Jego nominacja na kardynała prezbitera została ogłoszona na konsystorzu 7 marca 1667 roku i nadano mu kościół tytularny Ss. Silvestri et Martini in Montibus. W czerwcu 1670 roku został arcybiskupem ad personam Nepi i Sutri, jednak po siedmiu latach został przeniesiony do diecezji Lukka. W 1690 roku zrezygnował z biskupstwa, ze względu na zły stan zdrowia i wrócił do Rzymu. Zmarł tamże 11 marca 1691 roku.